# Roccaforte Ligure
Roccaforte Ligure, (la Ròuca en piemontès) és un municipi situat al territori de la província d'Alessandria, a la regió del Piemont (Itàlia).
Limita amb els municipis de Borghetto di Borbera, Cantalupo Ligure, Grondona, Isola del Cantone, Mongiardino Ligure i Rocchetta Ligure.
Pertanyen al municipi les frazioni d'Avi, Barca, Borassi, Camere Vecchie, Campo dei Re, Chiappella, Chiesa di Rocca, Corti, Ricò, Riva, San Martino i Villa.

## Galeria fotogràfica

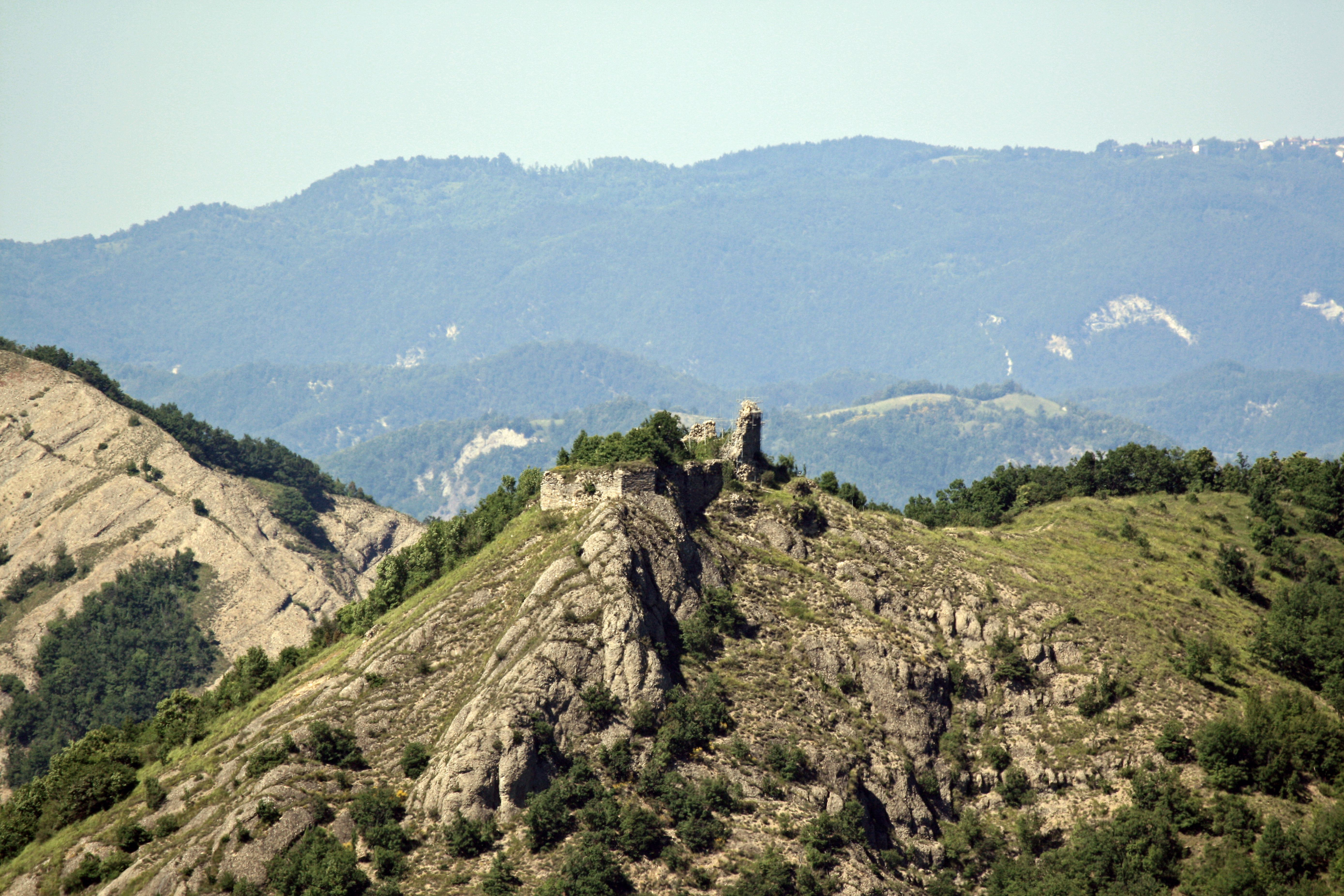
Vista del castell
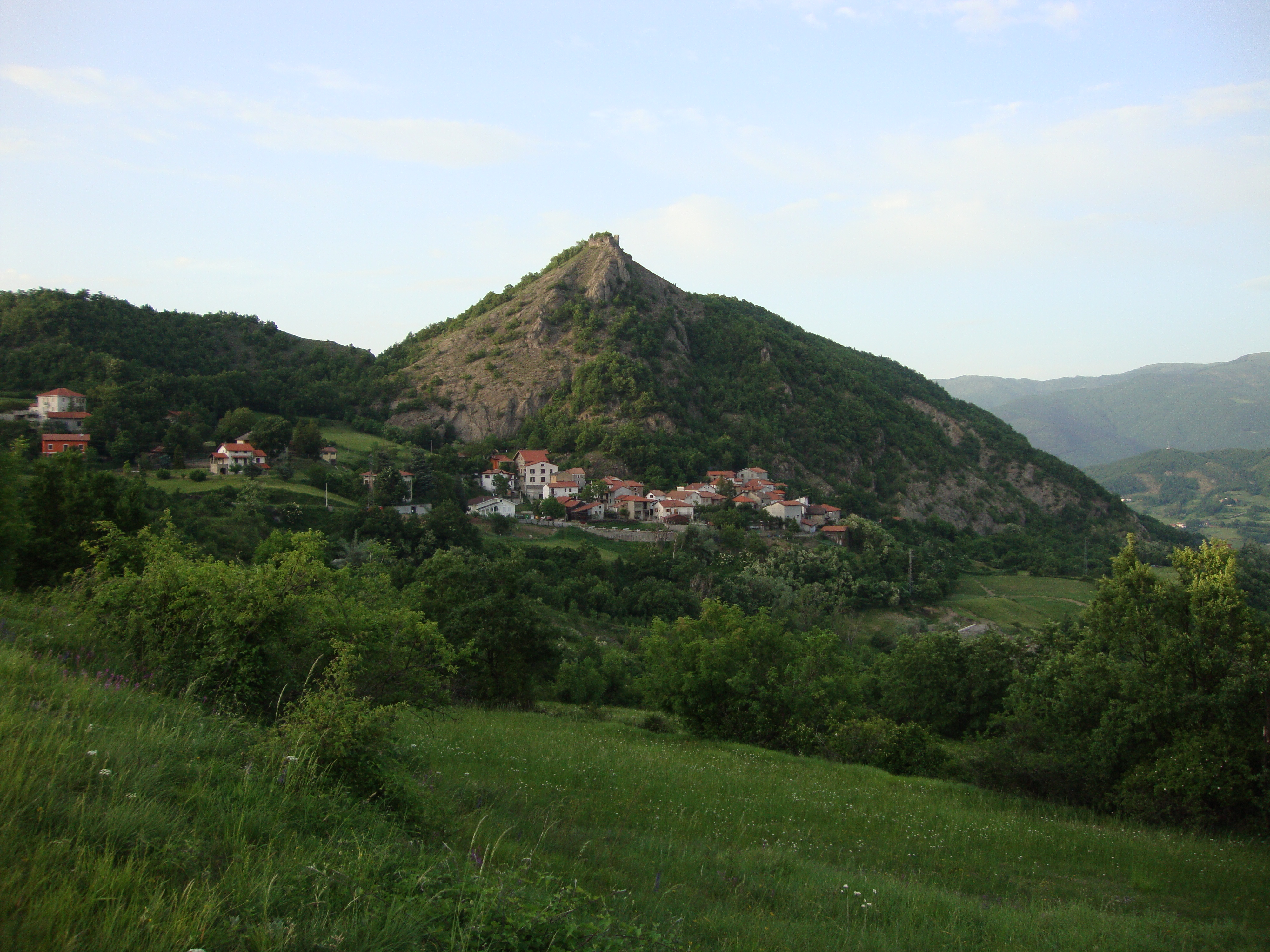
Vista del poble